# Chevrières (Oise)
Chevrières is een gemeente in het Franse departement Oise (regio Hauts-de-France). De plaats maakt deel uit van het arrondissement Compiègne. Chevrières telde op 1 januari 2022 2.017 inwoners. In de gemeente ligt spoorwegstation Chevrières.

## Geografie
De oppervlakte van Chevrières bedroeg op 1 januari 2022 12,4 vierkante kilometer; de bevolkingsdichtheid was toen 162,7 inwoners per km².

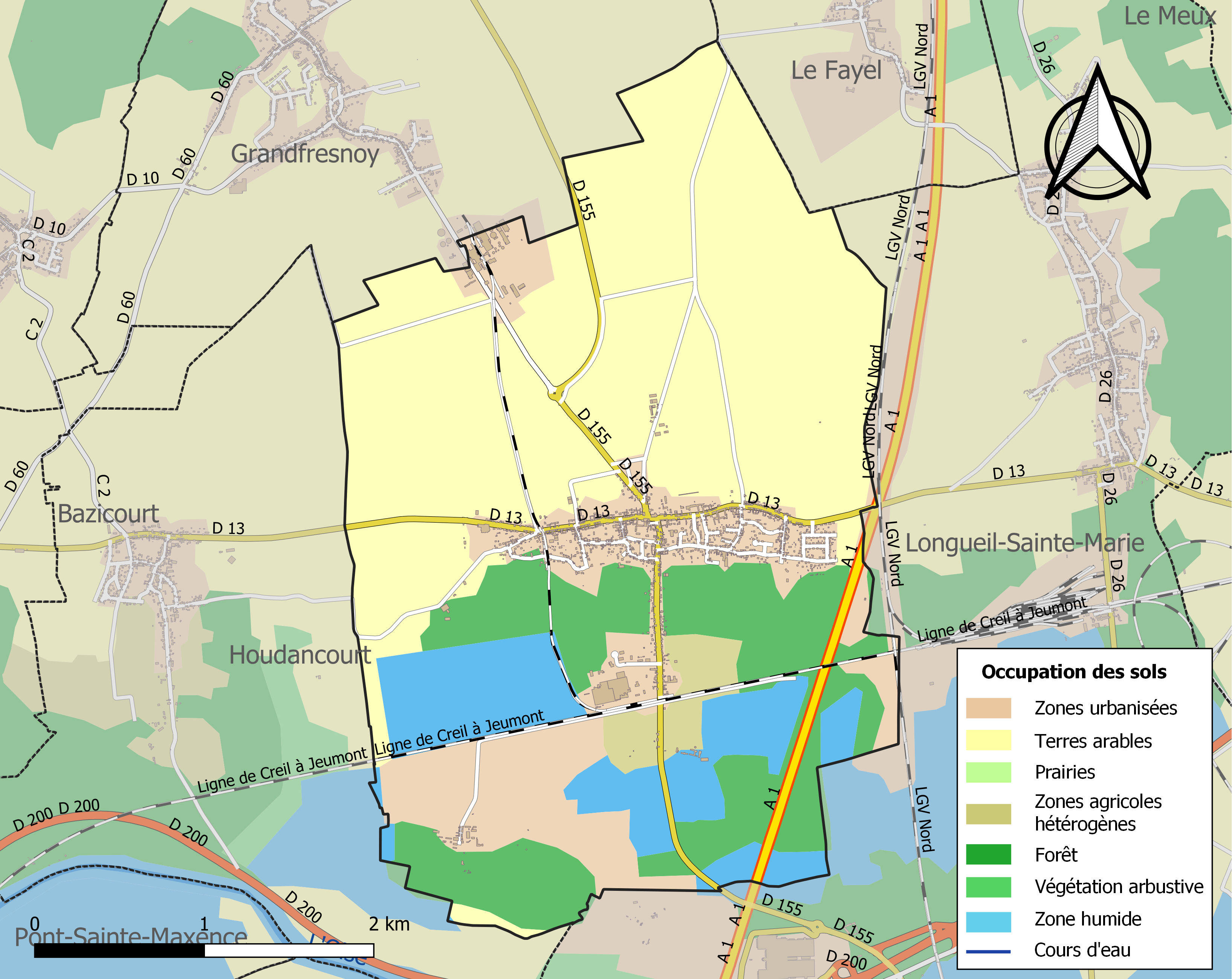
Kaart van de gemeente met belangrijkste infrastructuur, bodemgebruik en omliggende gemeenten

## Demografie
Onderstaande figuur toont het verloop van het inwonertal (bron: INSEE-tellingen).